# Johannes Theodorus Mooren
Johannes Theodorus Mooren (Gennep, 19 april 1902 – 5 maart 1969) was een Nederlands politicus van de KVP.
Hij werd geboren als zoon van Johannes Jacobus Mooren (1868-1922; bierbrouwer) en Theodora Johanna Goossens (1871-1939). Hij ging in 1923 als volontair werken bij de gemeentesecretarie van Susteren en werd daar in 1926 eerste ambtenaar. Vanaf september 1934 was hij de burgemeester van Vlodrop. In 1942 kreeg Vlodrop een andere burgemeester maar na de bevrijding in 1945 keerde Mooren terug in zijn oude functie. Daarnaast was hij plaatsvervangend burgemeester van Melick en Herkenbosch en vanaf december 1946 werd hij ook daar de burgemeester. In 1951 werd Mooren benoemd tot burgemeester van Maasniel maar in 1959 ging die gemeente op in de gemeente Roermond. Enkele maanden eerder volgde zijn benoeming tot burgemeester van Beesel. In mei 1967 ging hij met pensioen en nog geen twee jaar later overleed hij op 66-jarige leeftijd.